# Afonso Cláudio de Freitas Rosa

Porträt Affonso Cláudio, vor 1912

Afonso Cláudio de Freitas Rosa, bekannt als Afonso Cláudio (* 2. August 1859 in Santa Leopoldina; † 16. Juni 1934 in Rio de Janeiro), war ein brasilianischer Politiker, erster Gouverneur des Bundesstaates Espírito Santo, Gerichtspräsident, Hochschullehrer und Autor.

## Leben
Afonso Cláudio, früher in der Schreibung Affonso, wurde als Sohn von José Cláudio de Freitas Rosa und Rosa Cláudio de Freitas Rosa auf der Fazenda Mangaraí im Munizip Santa Leopoldina der damaligen Provinz Espírito Santo geboren. Er studierte ab 1878 Rechtswissenschaften an der Faculdade de Direito do Recife, wechselte aber an die Faculdade de Direito de São Paulo, wo er 1883 als Bachelor abschloss. In Recife war er mit den Ideen von Tobias Barreto (Schule von Recife) und Sílvio Romero bekannt geworden und wurde Anhänger des Republikanismus und des Abolitionismus.
Afonso Cláudio de Freitas Rosa war vom 22. November 1889 bis zum 7. Januar 1890 erster Gouverneur des Bundesstaates Espírito Santo. 1891 wurde er Richter am Gerichtshof (Tribunal de Justiça) von Espírito Santo und dessen Gerichtspräsident bis 1920. Danach wurde er in Rio de Janeiro Hochschullehrer für Römisches Recht an der Faculdade de Direito do Rio de Janeiro, heute die Rechtsfakultät der Universidade Federal do Rio de Janeiro.

## Nachwirken
Die brasilianische Stadt Afonso Cláudio ist nach ihm benannt. Als Autor schrieb er neben juristischen Werken früh eine Literaturgeschichte für Espírito Santo (História da literatura Espírito-Santense, 1912) und ein erstes Werk zur Folklore des Staates (Trovas e cantares capixabas, 1923).
Afonso Cláudio war Mitgründer der Academia Espírito-santense de Letras (AEL) und erster Inhaber der Stuhles Nr. 1, benannt nach Marcelino Pinto Ribeiro Duarte.

## Schriften
- A insurreição do Queimado. 1884.
- Comentário à Lei da Organização Judiciária do Estado do Espírito Santo. 1894.
- História da propaganda republicana no Espírito Santo. 1894.
- Biografia do Dr. João Clímaco. 1902.
- História da litteratura Espírito-Santense. Porto 1912. (Digitalisat im Internet Archive).
- As tribos: negros importados e sua distribuição no Brasil. Os grandes mercados de escravos. 1914.
- Conferência sobre Domingos Martins. 1914.
- Estudos de direito romano. Direito  das  pessoas. 1916.
- Da retenção do cadáver do devedor em garantia do direito creditório, entre os romanos. 1916.
- Bosquejo biográfico do Dr. Clóvis Bevilaqua. 1916.
- Da exterritorialidade das leis reguladoras do Estado e capacidade das pessoas. Do divórcio e da conversão das sentenças de separação de corpos em dissolução do vínculo matrimonial, na jurisprudência internacional. 1916.
- Comentário às leis do estado civil. 1917.
- Discurso sobre o fuzilamento de Domingos Martins. 1917.
- Da expressão do ideal no paganismo e no cristianismo. 1918.
- Consultas e pareceres. 1919.
- Do domínio e sua evolução no direito antigo e moderno: da  preferência condominial no direito civil pátrio. 1920.
- Gênesis da obrigação jurídica: do verdadeiro suporte psicológico da obrigação jurídica. 1921.
- Trovas e cantares capixabas. 1923. Neuausgabe Ministério da Educação e Cultura, Rio de Janeiro 1980.
- Elogio histórico do padre Marcelino Pinto Ribeiro Duarte. 1924.
- Direito romano: direito das coisas. 1927.
- Comentários ao Código Civil Brasileiro. 1930.
- Ensaios de sociologia, etnografia e crítica. 1931.
- Rudimentos sobre a teoria dos contratos. 1934.